# ドレスメーキング (雑誌)
『ドレスメーキング』（英語: Dress making）は、かつて存在した日本の雑誌である。東京都新宿区の出版社鎌倉書房が編集出版した。1949年（昭和24年）4月創刊、1993年（平成5年）5月休刊。

## 略歴・概要
長谷川映太郎が1941年（昭和16年）に創立した「株式会社鎌倉書房」が、第二次世界大戦終結後の1949年（昭和24年）4月に創刊した婦人雑誌である。長谷川は、前年の1948年（昭和23年）7月31日、ドレスメーカー女学院で知られる杉野芳子の寄付により発足した、「財団法人杉野学園」（現在の学校法人杉野学園）の理事に就任している。同年5月1日付発行の第1号（第1巻第1号）は、「4月・5月号」とされ、当初は「隔月刊」であった。1953年（昭和28年）3月に発売された第25号（3月・4月号）をもって隔月刊の時代は終了、5月発売の第26号（5月号）から月刊化する。監修を務めた杉野芳子は、表紙のスタイルの解説を行った。当時の書き手・作家には、和服について書いた三田村環らがいた。
1960年（昭和35年）1月、新春号として月刊誌『別冊ドレスメーキング』を創刊する。同誌は、1981年（昭和56年）7月に発行された通巻103号をもって最終号とし、『別冊マダム』と合併して『ドレスメーキング・マダムのスタイルブック』となり、隔月刊となる（1994年9月休刊）。
1964年（昭和39年）には、田辺貞之助を監修に迎えて、杉野芳子が巻頭に「すいせんの言葉」を書き、同誌編集部が編集した語学書『服飾フランス語』を発行している。
1976年（昭和51年）、季刊『ドレスメーキングのジュニアスタイル』を創刊する。同誌は、1980年（昭和55年）4月に発行された通巻18号をもって季刊の最終号とし、同年6月に発行された通巻19号（6月号）から隔月刊となり『ジュニアスタイル』と誌名を改め、1984年（昭和59年）6月に発行された通巻42号（6月号）をもって隔月刊の最終号とし、同年8月に発行された通巻43号（8月号）から隔月刊となり、1985年（昭和60年）12月に発行された通巻59号（12月号）をもって同誌名の最終号とし、翌1986年（昭和61年）1月に発行された通巻60号（1月号）をもって、『ジュニー』と誌名を変更した。
1993年（平成5年）5月1日付で発行された第565号を最終号として、休刊した。2年後の1995年（平成7年）1月23日、長谷川映太郎が満83歳で死去、鎌倉書房は解散となった。『ジュニー』は営業権を扶桑社が引き継ぎ、同年4月に新たに第1巻第1号（4月号）が発行された。